# Hành Thịnh
Hành Thịnh là một xã thuộc huyện Nghĩa Hành, tỉnh Quảng Ngãi, Việt Nam.
Xã Hành Thịnh có diện tích 20,59 km², dân số năm 1999 là 8610 người, mật độ dân số đạt 418 người/km².